# Ніно Шуртер
Ніно Шуртер  (нім. Nino Schurter, 13 травня 1986) — швейцарський велогонщик, олімпійський чемпіон та медаліст.

## Виступи на Олімпіадах
| Олімпіада   | Дисципліна               | Місце |
| ----------- | ------------------------ | ----- |
| Пекін 2008  | гірський велосипед, крос | 3     |
| Лондон 2012 | гірський велосипед, крос | 2     |
| Ріо 2016    | гірський велосипед, крос | 1     |